# Горная промышленность Австралии

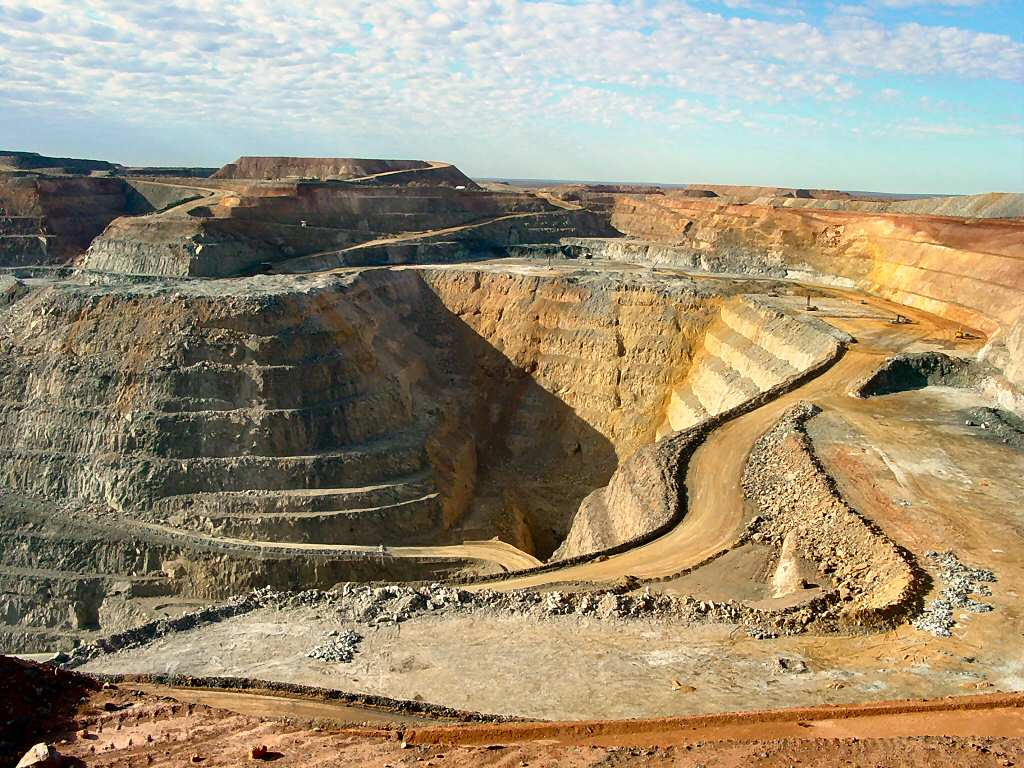
Золотой рудник Супер Пит (Super Pit), Калгурли, Западная Австралия — крупнейшее в Австралии место открытой добычи полезных ископаемых

Горнодобывающая промышленность вносит значительный вклад в австралийскую экономику. Исторически сложилось, что развитие горнодобычи также способствовало иммиграции в страну. На территории всей страны добывают много различных руд и минералов.

## Общая характеристика
Горная промышленность Австралии входит в число 5 крупнейших продуцентов минерального сырья в мире. В 1960—2000 годах добыча полезных ископаемых в Австралии постоянно расширялась. Высокоразвиты угольная, железорудная, марганцево- золото- , никель- и титанодобывающая, бокситовая, вольфрамовая, меднорудная, оловянная, свинцово-цинковая, урановая и горнохимическая промышленность. Добывается пирит, тальк, природные битумы, асбест, циркон, монацит, висмут (побочный продукт переработки свинцовых и медных руд), тантал, алмазы, строительное сырьё, драгоценные и поделочные камни. Австралия является ведущим мировым производителем программного обеспечения для выполнения горных работ. Горнодобывающая промышленность, в которой большая доля принадлежит иностранному капиталу, даёт более 1/3 всей промышленной продукции страны и имеет экспортную направленность. Большинство прибыльных месторождений Австралии находятся близко к поверхности земли. Австралийское минеральное сырьё экспортируется более чем в 100 стран мира, в первую очередь — в страны Азии. Общая стоимость минеральной продукции страны в 1994—95 финансовом году составила 26 млрд 741 млн австралийских долларов, динамика положительная (+4 % годовых). Австралия опережает другие страны по производству бокситов, алмазов, свинца и циркона. Она является крупнейшим в мире экспортёром угля, железных руд, бокситов, свинца, алмазов и циркониевого концентрата. Австралия занимает 2-е место в мире по экспорту бокситов и урана и 3-е место — по экспорту золота и алюминия. В конце XX века крупнейшей отраслью добывающей промышленности является угольная, на долю каменного угля приходится 10 % австралийского экспорта, второй в А. по значению является алюминиевая подотрасль (бокситы, глинозём, алюминий). В целом в 1995—1996 добывающая промышленность давала 4 % ВВП Австралии, а продукция этой отрасли составляла 22 % экспорта. В 2000 экспорт угля составил до 185 млн т, железной руды до 188 млн т, бокситов до 14 млн т, глинозема до 13 млн т, алюминия до 2 млн т, меди до 600 тыс. свинца до 500 тыс.т, цинка до 640 тыс.т.
Минеральный экспорт Австралии в 1999—2000 составил $ 43,8 млрд, в 2001—2002 оценивался ок. $ 54,6 млрд ($ 31 млрд — металлы и металлические к.к.), прогноз на 2002—2003 годы составлял $ 59,9 млрд. За 1980—2000 годы экспорт минералов составил в среднем ок. $ 500 млрд. Нефтегазовая промышленность Австралии связана с открытием в 1953 году месторождения Раф-Рейндж. Добыча нефти и газа в промышленных масштабах в стране ведётся с 1960 года (нефтяное месторождение Муни и другие). Крупнейшая фирма, осуществляющая разведку и добычу нефти и газа в А. в 1990-х годах — американская монополия «ESSO». Совместно с австралийской компанией «Broken Hill Proprietary Со. Ltd.» («ВНР») она ведёт добычу в бассейне Гипсленд и других местах. В разработке нефтегазовых месторождений участвуют также компании «Shell» и «British Petroleum» («ВР»). Добыча нефти в стране в конце XX века составила 30 млн т / год, в т.ч. почти половина из бассейна Гипсленд.
В 1995—1996 годах Австралии было добыто почти 30 млрд м³ газа, в основном из месторождений района Гипсленд и шельфа северо-западного побережья. Все столицы штатов и многие другие города соединены трубопроводами с газовыми месторождениями. Брисбен получает газ из месторождений Сурат; Сидней, Канберра и Аделаида — из бассейна Купер-Эроманга и месторождения Гиджилпа; Мельбурн — с шельфа Гипсленд; Перт — из месторождений Донгара-Мандара и шельфа у северо-западного побережья; Дарвин — из месторождений бассейна Амадиус. Австралия постепенно расширяет производство сжиженного нефтяного газа. В 1995—1996 было произведено 3 600 000 000 л этого газа.

## Угольная промышленность
По добыче каменного угля Австралии состоянием на 2001 год занимает 4-е место в мире после Китая, США, и Индии. Динамика угледобычи (млн т): 1990 — 159; 1994 — 177; 1998 — 219; 1999 — 227; 2000 — 224; 2001 — 238 в 2002 году ожидалась добыча угля 267,8 млн т. Главный бассейн, где добывается высококачественный каменный уголь, находится поблизости Ньюкасла, Сиднея и Кембла. Каменный уголь добывается также на границе Нового Южного Уэльса и Квинсленда, в Центральном Квинсленде в бассейне Боуэн и в Восточном Квинсленде в бассейне Блэр-Атол. Около 2/3 добычи приходится на Новый Южный Уэльс (главным образом, подземным способом), остальная часть на Квинсленд (главным образом, открытым способом). В год добывается 1.5 млрд тонн.
Коксующийся уголь добывают из месторождений близ Ньюкасла и Вуллонгонг. Крупнейшее месторождение Западной Австралии находится в Колли в 320 км к югу от Перта. В долине Латроб в Виктории эксплуатируют крупные месторождения бурого угля: три основных пласта там разрабатываются открытым способом.
Австралия — ведущий экспортёр угля в мире: на страну приходится 30 % морских перевозок угля. Половина экспорта угля направляется в Японию, остальная часть в страны АТР и ЕС, в основном в Нидерланды и Великобританию. Экспорт угля в 2001 году составил $ 11 млрд, а в 2002 — $ 13,2 млрд (оценка). Динамика экспорта австралийского угля: 1960 — более 1 млн т, середина 1980-х годов — 70—80 млн т (тогда Австралия стала крупнейшим экспортёром угля в мире).

## Железорудная отрасль
Австралия — один из ведущих мировых продуцентов и экспортёров железной руды. Железорудная промышленность Австралии занимает доминирующее положение на рынках стран Азии вследствие благоприятного географического положения, устойчивости торговых связей и устойчивой репутации по качеству продукции и надёжностью поставок. Руды всех месторождений Австралии разрабатываются открытым способом и не обогащаются. Добыча Fe-руд в Австралии составлял (млн т): 2000 год — 176,3; 2001 год — 180,5; 2002 — 184. Положительная динамика обеспечивается гл. обр. двумя ведущими производителями — BHP Billiton и Rio Tinto. BHP Billiton производит ок. 60—65 млн т железной руды ежегодно (гл. обр. в регионе Пилбара). К 2005 году планируется увеличить добычу компании до 90 млн т. Hamersley Iron — дочерняя компания Rio Tinto (шесть рудников в Pilbara) добыла в 2001 году ок. 69 млн тонн.
Железняк является одной из основных статей экспорта Австралии за последние 30 лет. Руда обычно доставляется и складируется в штабеля на побережье, которые потом загружаются на корабли. Экспорт Fe-руд из Австралии составил: в 2000 году — 165,2 млн т, 2001 году — 164,4 в млн т, 2002 — 163 млн т ($ 5,5 млрд). Австралия укрепляет своё положение на рынках железорудного сырья Юго-Восточной Азии. Этому прежде всего способствуют высокое качество руд, благоприятные условия доставки и устойчивые связи с потребителями. Практически все страны Юго-Восточной Азии с развитой сталелитейной промышленностью обеспечиваются рудами из Австралии.
Большинство Fe-рудников, многие из которых являются крупнейшие в мире, сосредоточены в Западной Австралии (Pilbara region). Железорудные предприятия Австралии характеризуются высоким уровнем технического оснащения и технологичностью. Железные руды всех месторождений основного железорудного бассейна Хамерсли разрабатываются открытым способом и не требуют обогащения, что позволяет поддерживать рентабельность железорудного производства и сохранять стабильный рынок сбыта. Ведущая австралийская горнодобывающая компания BHP Ltd, действует здесь совместно с южнокорейской сталелитейной компанией Pohang Iron & Steel Co.Ltd. (Posco).
Компания Meekatharra Minerals подготовила комплекс железорудных горно-металлургических предприятий SASE в штате Южная Австралия. Проектная мощность чугунолитейного завода комплекса 2,5 млн т / год. Ресурсы угля в регионе комплекса 15 095 млн т, в том числе запасы 3795 млн т., ресурсы руды — 1000 млн т с содержанием Fe 31—41 %. Ввод комплекса в эксплуатацию — 2002 год.
Большая австралийская горнодобывающая компания Hamersley Iron в начале 1999 года ввела в эксплуатацию новый рудник Яндикугина в 70 км западнее месторождения Ньюмен. Запасы гематитовой руды рудника оцениваются в 310 млн т при среднем содержании железа 58,5 %. Производственные мощности рудника 15—20 млн т / год. В результате проведённых мероприятий по расширению производственных мощностей действующих рудников и благодаря освоению новых месторождений компания может занять ведущее место в стране по добыче руд и выйти на объём экспортных поставок товарной железной руды в 70 млн т.
Компания Robe River Iron Associates приступила к эксплуатации месторождения Уэст-Анджелес. Разработка его будет проводиться на двух участках с суммарными ресурсами руды в 1 млрд т и подтверждёнными запасами 440 млн т. Содержание железа в рудах здесь превышает 62 %. Планируется добывать 20 млн т сырого железняка в год. Обеспеченность запасами руды составляет 25 лет. Начало отработки месторождения — 2002—2003 годы, мощность растёт от 7 млн т/год до 20 млн т в 2010 году.
В незначительных масштабах (до 3 млн т в год) производством товарной железной руды в Западной Австралии занимаются австралийская компания Portman Mining Ltd и китайская Anshan Iron and Steel. Они разрабатывают месторождения Кульяноббинг и Кокату-Айленд.
Существует проект расширения железодобывающей компании HIsmelt — Rio Tinto (60 % HIsmelt Corp.), US steelmaker Nucor Corp (25 %), Mitsubishi Corp (10 %) и китайской компании Shougang Corp (5 %).

## Марганец
Добыча марганцевой руды в Австралии осуществляется открытым способом, намного превышает потребности страны, и большая часть всей продукции экспортируется. Весь марганец поступает с острова Грут-Айленд в заливе Карпентария.

## Никель
Австралия стала главным мировым производителем никеля после того, как этот металл был обнаружен в 1966 году в Камбалде, южнее золотоносного района Калгурли в Западной Австралии. В 1991 году было добыто 65,4 тыс. т никеля, в 2001 году — 194 тыс. т, 2002 (оценка) — 203 тыс. т. Важнейшим событием конца XX века в никелевой промышленности мира стало освоение трёх австралийских месторождений оксидно-силикатных (латеритных) кобальт-никелевых руд: Муррин-Муррин, Кос и Булонг и отработка на базе этих месторождений модифицированной технологии автоклавного сернокислого выщелачивания под высоким давлением (HPAL). На начало 2000 года продолжалось освоение техники и технологии переработки латеритных Ni-руд кислотным выщелачиванием под давлением на трёх новых предприятиях. На предприятии Murrin-Murrin компании Anaconda Nickel производство Ni составляло 45 тыс. т/год. В перспективе планируется увеличение производительности предприятия до 100 тыс. т Ni на год. Компания Centaur в 2000 году планирует вывод своего предприятия Cawse на проектную производительность 10 тыс. т Ni и 2,5 тыс. т Cu в год. На предприятии Bulong компании Preston Resources плановое производство в 2000 году 8 тыс. т Ni и 700 т Cu при проектной производительности 9 тыс. т Ni на год. Компания WMC планирует в 2000 году увеличение производства Ni до 100—110 тыс. т при 78 тыс. т в 1999 году.
Прогнозируют, что освоение латеритных кобальт-никелевых месторождений в 2005—2006 годах приведёт к увеличению производства первичного (главным образом, рафинированного) никеля в Австралии на 430 тыс. т.

## Полиметаллы
Австралия — основной мировой производитель цинка и свинца, а также значительный производитель серебра. В 2001 и 2002 годах продуцирование свинца по данным ABARE составило 726 000 т (725 000 т), цинка — 1,5 млн т (1,483 млн т), первичного серебра — 1,96 млн унций (2,02 млн унций). Главные производственные центры включают Pillara на севере Западной Австралии, Мак-Артур-Ривер (McArthur River) на Северной Территории, Маунт-Айза (Mt Isa), Кеннингтон (Cannington) и Сенчури (Century) в Квинсленде, Броукен-Хилл (Broken Hill) в Новом Южном Уэльсе и на западном побережье Тасмании. Важнейший район добычи этих металлов — Маунт-Айз-Клонкарри в западном Квинсленде, оттуда руда поступает на обогатительные предприятия в Маунт-Айза и Таунсвилле. Более старые, но все ещё значительные районы добычи этих металлов — Зиани-Дандас в Тасмании (с 1882) и Брокен-Хилл на западе Нового Южного Уэльса (с 1883). В пересчёте на металл в 1995—1996 было добыто 774 тыс. т свинцовой руды. В том же году было добыто 1,3 млн т цинка. С выпуска свинца в концентратах Австралия начале XXI века занимает первое, а цинка — второе (после Китая) место в мире. В стране производится ок. 23% свинца от мирового и 16 % — цинка.
По прогнозам экспертов, производство цинка в концентратах в Австралии в ближайшие годы будет расти, и прежде всего за счёт увеличения мощности рудника Сенчури. Нужно также ожидать значительного увеличения добычи серебряно-свинцово-цинковых руд и роста производства концентратов на руднике Джорж-Фишер, чему будет способствовать возможность использования мощностей обогатительных фабрик рудников, что высвобождаются — Маунт-Айз и Хилтон.
Месторождение Сенчури (шт. Квинсленд) имеет два рудоносных горизонта средней мощностью по 13 м каждый на глубине 100—200 м. Рудное тело верхнего горизонта имеет высокое содержание Zn, Pb, Ag, нижнего — Zn. Выявленные ресурсы месторождения Сенчури — 102 млн т полиметаллических руд из сэр. содержанием 12,2 % Zn, 1,7 % Pb и 45 г/т Ag. Разработку ведёт концерн Pasminco Ltd. Первые 10 тыс. т цинкового концентрата получены в декабре 1999 года. В 2001 году — 880 тыс. т цинкового и 70 тыс. т свинцового концентратов. В Zn-концентратах содержимое Zn в ср. 57,5 %, Pb — 2,1 %, Cu — 0,33 %, Ag — 200 г/т, в Pb-концентрате — Pb — 55 %, Zn — 7,2 %, Cu — 0,01 %, Ag — 250 г/т.
Месторождение Джорж-Фишер (в 22 км от Маунт-Айза) колчеданно-полиметаллического типа. Принадлежит компании MIM Holdings Ltd. Имеет 11 рудных пластовых тел. Ресурсы — 108 млн т руды с содержанием Zn — 11,1 %, Pb — 5,4 %, Ag — 93 г/т. Подтверждённые запасы двух детально разведанных рудных тел — 24 млн т руды с содержанием Zn — 9,1 %, Pb — 5,6%, Ag — 128 г/т. Эксплуатация месторождения начата в 2000 году. Производительность рудника Джорж-Фишер составляет 170 тыс. т Zn и 100 тыс. т Pb и 155,5 т Ag в концентратах в год.

## Серебро
Добывают в основном как побочный продукт при добыче свинца и цинка. В 1991 было произведено 1180 т серебра. Более 95 % добычи дают колчеданно-полиметаллические месторождения Маунт-Айза, Брокен-Хилл, Макартур-Ривер и другие. Начиная с 1997 года в Австралии отмечен значительный рост производства серебра, что связано с началом эксплуатации трёх больших серебряно-свинцово-цинковых месторождений: Кеннингтон, Сенчури и Джорж-Фишер в штате Квинсленд. Ввод в эксплуатацию этих комплексных месторождений позволили Австралии увеличить добычу серебра с 1020 т в 1996 году до 2060 т в 2000 году и вывели страну на 3-е место в мире (после Мексики и Перу) по этому показателю.

## Медь

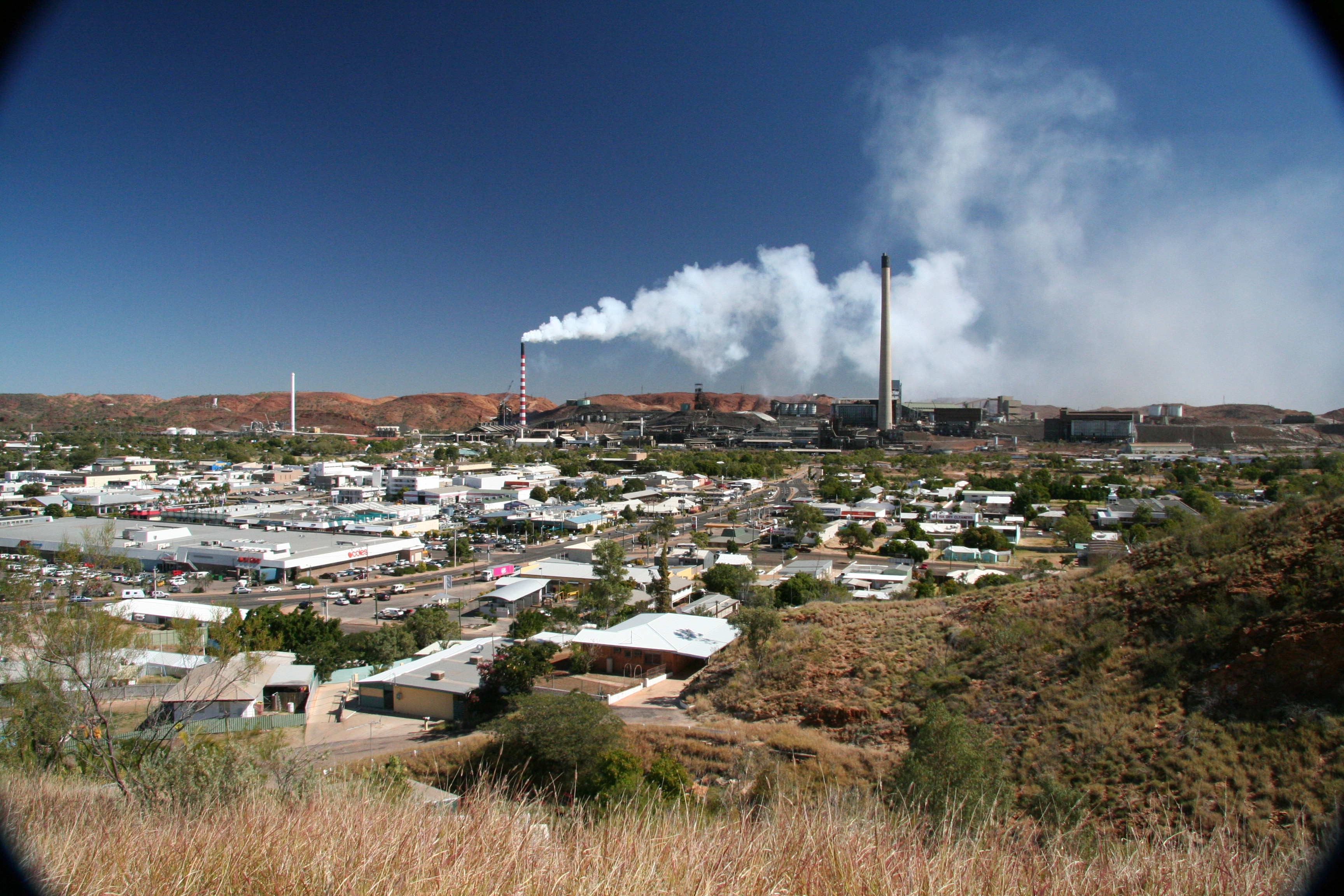
Город Маунт-Айза окружён многочисленными месторождениями полезных ископаемых.

Важнейшим центром добычи меди является район Маунт-Айза-Брокен-Хилл-Клонкарри. В 1991 году в Австралии было произведено 1,3 млн т меди в пересчёте на медный концентрат. По оценке Геологической службы США в 2000 году (в скобках данные за 1999 год) в Австралии добыто 735 (735) тыс. т Cu в руде (4-е место после Чили, США и Индонезии), в мире добыто 13,082 (12, 6) млн т.
По данным ABARE в 2001 и 2002 годах добыча меди составила 895 и 878 тыс. т. Рафинированное производство выросло: 518 и 595 тыс. т. Наибольший медный рудник Австралии — Olympic Dam (штат Южная Австралия). Олимпик-Дам — главный производитель урана (4,380 т), продуцент золота и серебра (113 412 унций и 912 859 унций соответственно) — в 2001 произвёл 200 523 т меди. Динамика добычи положительная. В 2000 году в составе меднодобывающего комплекса Маунт-Айза был официально открыт новый подземный рудник Энтерпрайз (Enterprise), который предназначен для замены выбывающих к 2004 году мощностей основного рудника этого комплекса. Введение нового подразделения обеспечивает продолжение эксплуатации комплекса Маунт-Айза ещё на 20 лет. Рудник расположен ниже существующих горных выработок и достигает глубины 1800 м. Он предназначен для отработки рудных тел 3000 и 3500 с высоким содержанием меди (до 4 %). Рудник станет самым глубоким в Австралии и будет добывать в течение десяти лет 3,5 млн т руды ежегодно.
По данным International Copper Study Group (ICSG) на рубеже XX—XXI веков в Австралии намечаются к пуску новые медные рудники Риджуэй и Хилл, а также медеплавильные и рафинировочные заводы Олимпик-Дам-Икспаншен и Кембла.
В рамках расширения медно-уранового комплекса «Олимпик-Дам», принадлежащего компании Western Mining Corp. (WMC), в Австралии построен новый медеплавильный завод, который позволил увеличить мощность комплекса по выпуску меди с 85 до 200 тыс. т. Завод стоимостью 1,6 млн долл. вступил в строй в 1999 году. Производство меди на комплексе «Олимпик-Дам» в 1999 году составило 138,3 тыс. т, в 2000 году — 200,4 тыс. т. Австралия активно применяет для извлечения меди технологию «жидкостная экстракция — электролиз». В 1999 году насчитывалось семь установок SX-EW (Маунт-Гордон/Ганпоудер и Маунт-Катберт в штате Квинсленд; Нифти и Хилл в штате Западная Австралия, Олимпик-Дам в штате Южная Австралия, Джириламбоне в штате Новый Южный Уэльс, Пири / Росбер в Тасмании. Все установки имеют небольшие производственные мощности. Существует проект строительства рудника Уайт-Рейндж, где медь будут также изымать с применением технологии SX-EW.

## Золото

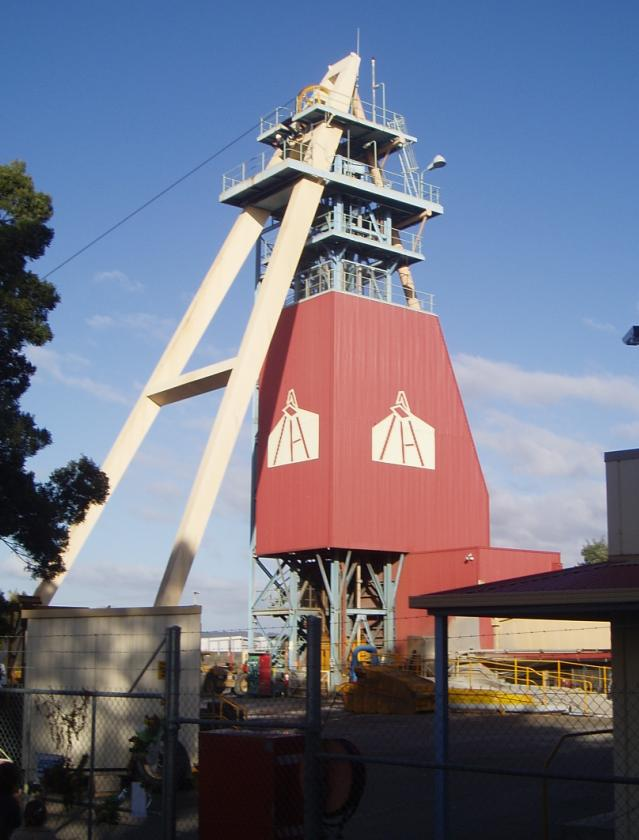
Золотой рудник в Тасмании

В конце XX века золото добывали во многих районах страны, но преимущественно в Западной Австралии. Всего в 1995—1996 было добыто 264 т золота, причём 78 % — в Западной Австралии, где выделяется богатейшее месторождение Калгурли. В 1997 году добыто 314 т золота, 1998 — 312 т, 1999 — 301 т, 2000 — 295 т, 2001 — 281 т. Сокращение добычи обусловлено погашением ряда старых предприятий, ликвидацией компании Australian Resources и снижением производства на ряде предприятий из-за технологических осложнений.
Крупнейшие золотодобывающие предприятия Австралии состоянием на 1998 по данным World Gold (Gr. Brit.): KCGM компаний Homestake и Normandy; Granny Smith компаний Placer Dome и Delta; St Ives компании WMC; Jundee компании Great Central; Telfer компании Newcrest Mining; Mt Leyshon компании Normandy; Kanowna Belle компаний Delta и North; Plutonic компании Homestake; Bronzewing компании Great Central; Boddington компаний Normandy (Acacia) Newcrest; Tarmoola компании Pacmin Mining; Paddington компании Goldfields; Tanami компании Normandy; Big Bell Consol компании Normandy; Sundise Dam компании Acacia; Kidston компании Placer Dome; Agnew компании WMC; Pine Creek компании Acacia; Chalice компании Resolute; Tanami компании Acacia.
Подготовлено к разработке (2002) Au-месторождение Телфер (компания Newcrest Mining Ltd.). Подтверждённые запасы категории measured (measured resources — соответственно С1) составляют 170 млн т руды с содержанием Au 1,3 г/т или 221 т золота (содержание меди — 0,17%) и запасы категории indicated (indicated resources — С2) — 250 млн т руды с содержанием Au 1,8 г/т или 450 т золота (содержание меди — 0,2%). Общие запасы золота 671 т. Ресурсы по категории inferred resources (Р1) — 110 млн т с содержанием Au 1,2 г/т или 132 т золота (содержание меди — 0,15%). Проект предусматривает 25-летнюю отработку месторождения с получением 572 т золота и 640 тыс. т меди. В первые 10 лет отработка руд будет вестись карьером с производительностью 14 млн т руды в год, а затем 15 лет — подземным способом с ежегодной добычей около 3,6 млн т руды.
При оценке дороговизны работ на действующих горнорудных предприятиях Западной Австралии, проведённой на грани XX—XXI веков, установлено, что на верхних горизонтах месторождения Боддингтон, которые можно отрабатывать глубокими карьерами, даже в условиях низких цен на золото можно рентабельно изъять ещё не менее 200 т золота.

## Уран
Разработка урановых месторождений Набарлек вблизи Джабиру (Северная территория) началась в 1979, а месторождения Olympic Dam mine в Южной Австралии — в 1988. В 1995—1996 в первом районе было добыто 3,2 тыс. т, а во втором — 1,85 тыс. т. В 1996 году правительство Австралии, которое в 1980—90 годах ограничивало добычу урана, поддержало открытие рудника Джабилука на Северной территории. Планируется эксплуатация месторождения Беверли в Южной Австралии.
На рубеже XX—XXI веков Австралия занимала 2-е место в мире (после Канады) по производству природного урана — 6445 т в 1999 году. В 2002 году — 6908 т (данные World Nuclear Association). К 2015 году прогнозируется значительный рост производства урана — вместе с Канадой до 25 000 т. Добыча урана в конце XX века осуществлялась на шахтах «Рейнджер» и «Набарлек» в Северной территории и из шахты «Олимпик-Дам» в Южной Австралии. Последняя проводит комбинированную добычу меди, урана и золота. Добыча урана на шахте составляет около 1,5 тыс. т.

## Тантал
Австралийская компания Sons of Gwalia (Перт) владеет 75 % разведанных мировых запасов танталовых руд и обеспечивает около 30 % мировой потребности в этом металле. Она производит 725,7 т концентрата Ta2О5 в год, содержащий 30—40 % Ta2О5. Компании принадлежат 2 рудника. Рудник Greenbushes разрабатывают открытым способом. Его запасы оцениваются в 44 тыс. т Ta2О5. Рудник Wodgina разрабатывают подземным способом. Его запасы оцениваются в 27,4 тыс. т Ta2О5. На первом месторождении получают 30 %-ный концентрат, на втором — 17 %-ный (по Ta2О5), который отправляют в Перт, где его обогащают до 40 %-ного. На первом руднике планируют расширить добычу в 2004 году до 1130—1360 т/год. Другой производитель Ta в Австралии — Australiasian Gold начинает разработку месторождения Dalgaranga и ведёт разведку на месторождении Mt Deans. Бурение показало наличие на глубине 60 метров рудного тела в 9,1 млн т, содержащий 1950 т Ta2О5.
Добыча фирмой Sons of Gwalia танталовых руд на месторождении Гринбушес (Greenbushes) в 2003 году сократилась до 339 т против 498 т в 2002 году, что вызвано ситуацией на танталовом рынке. Второй рудник компании — Уоджина (Wodgina) производит около 670 т / год танталовых концентратов низкого сорта (с содержанием пентоксида тантала 17%). Общее производство танталовых концентратов на двух рудниках сохраняется на уровне 990—1040 т / год. Улучшение ситуации ожидается в 2004 году.

## Тяжелые пески
В 1995—1996 годах в Австралии было добыто 2,5 млн т тяжёлых песков, содержащих рутил, циркон и торий.

## Титан
Австралия является главным мировым производителем титана. В 2001/2002 годах по данным ABARE было получено 1,98 (оценка) млн т (2,092 млн т — в 00/01) ильменитового концентрата, 32 000 т (34 000 т) концентрата лейкоксена, 206 000 т (209 000 т) концентрата рутила, 687 000 т (650 000 т) синтетического рутила и 185 000 т (181 000 т) пигмента диоксида титана. Прогнозируется увеличение добычи по каждому из этих продуктов в 2002/03 до 10%. Главные области добычи — Средний Запад и Юго-Запад. Главные компании-продуценты: Iluka Resources, Cable Sands, Doral Mineral Industries, Ticor and US multinational Kerr McGee.

## Вольфрам
Австралия в прошлом была основным мировым поставщиком вольфрама, до сих пор значительная часть его добычи идёт на экспорт. Вольфрамовые рудники находятся на северо-востоке Тасмании и на острове Кинг.

## Бокситы, глинозём и алюминий
По добыче бокситов (более 40 млн т, что составляет почти 40% мировой добычи) Австралия в конце XX века превосходила все страны мира. Доля в мировом производстве глинозёма составляет ок. 37% (11 млн т). Большая часть сырья продаётся за границу. Основные добывающие регионы — Квинсленд, Западная Австралия и Северная территория. В 1995—1996 было добыто 50 700 000 т бокситов. Часть бокситов идёт на производство глинозёма, а другая часть перерабатывается в алюминий. Бокситы с месторождения Вейпа направляют в Гладстон, где производят глинозём. Такие же обогатительные предприятия действуют в Гов (Северная территория); Куинани и Пинджарри (Западная Австралия) и Белл-Бее (Тасмания). В 1995—1996 в Австралии производство глинозёма составило 13,3 млн т, большая его часть экспортируется. В то же время на предприятиях Австралии путём электролиза было выработано 1,3 млн т алюминия. За 1997—1998 отчётный год общая добыча бокситов в Австралии составил 45 млн т, производство глинозёма 13,5 и выплавка первичного Al 1,6 млн т. Общий экспорт продукции алюминиевой промышленности составил 5 990 000 австрал. дол. по сравнению с 4 870 000 австрал. дол. за 1996—1997 годы. Основная добыча бокситов проводился на площади Дарлинг Ренджис южнее Перта в штате Западная Австралия. Компания Alcoa увеличивает общую производительность своих глинозёмных предприятий до 2,2 млн т / год. В перспективе предполагается увеличение общего объёма производства до 3,3 млн т / год. Компания Worsley планировала к 2000—2001 годам увеличение производственных мощностей по глинозёма от 1,75 до 3,10 млн т / год. В 2002 году по данным ABARE добыто 54 млн т боксита (в 2001 — то же количество), произведено 16,45 млн т глинозёма (2001 — 16,1 млн т), и 1,82 млн т первичного алюминия (1,79 млн т).

## Магний
Австралия имеет два больших магниевых проекта — Stanwell и SAMAG. Первое производство — 9 000 т / год (откроется в 2004), второе — 45,000 т / год.

## Олово
Австралия имеет два основных оловянных рудника и ряд других производящих металлов как побочный продукт. Полная добыча за 2001/02 — 9640 т, 2000/2001 — 10 016 т. Основная масса олова Австралии добывается на подземном руднике Renison Bell в Тасмании.

## Алмазы
После открытия месторождений алмазов на северо-востоке Западной Австралии в 1979 году Австралия стала их главным производителем. Добыча алмазов на руднике Аргайл началась в 1983 году, и на рубеже XX—XXI веков он считается одним из крупнейших в мире. Большая часть алмазов имеет промышленное значение. В 1995—1996 годах Австралия экспортировала почти 7200 кг алмазов. Компания Rio Tinto — единственный производитель алмазов в Австралии — существенно увеличила добычу в 2002 году — до 33,6 млн карат, что на 29 % больше результата 2001 года. Это произошло вследствие отработки на месторождении Аргайл, которое даёт 96 % добычи богатых на алмазы лампроитов. Алмазы в Австралии добываются Rio Tinto также с аллювиальной россыпи около трубки Аргайл (1,32 млн карат) И небольших кимберлитовых трубок на месторождении Мерлин (117 тыс. карат). Кроме того, в конце 2002 году компания Kimberly начала добычу на месторождении Эллендейл, производительность которого пока составляет около 10 тыс. кар. / мес.

## Платина
Добыча платиноидов в Австралии находится в зародыше. В начале XXI века готовится к открытию первый рудник на континенте по добыче МПГ (проект Panton севернее Halls Creek). Ресурс МПГ-содержащих руд Panton-PGM оценено в 64 млн т, содержание в них МПГ — 1,7 г/т, ресурс золотосодержащих руд 10,4 млн т, содержание 5,8 г/т PGM + Au.

## Опал и сапфир
В Австралии добывается значительное количество опала и сапфиров. На месторождениях Кубер-Педи, Андамука и Минтабе в Южной Австралии добывается большая часть драгоценного опала в мире. Сапфиры добывают вблизи Глен-Иннеса и Инверелл в Новом Южном Уэльсе и в Анак в Квинсленде.

## Соли
Соль в добыче добывают путём выпаривания морской воды, а также вод солёных озёр. Четыре крупных установки такого рода, находящиеся в Западной Австралии (Дампир, озеро Лауд, Гедленд и залив Шарк), дают почти 80 % соли, производимых в стране. Большая часть её экспортируется в Японию, где используется в химической промышленности. Для внутреннего рынка соль изготовляется на небольших предприятиях, расположенных преимущественно в Южной Австралии, Виктории и Квинсленде.

## Каолин
За период с 1939 по 1997 год Западная Австралия (основной район добычи) добыла 60,6 тыс. т каолина. Предприятие Greenbushes начало давать продукцию в 1984 году и до декабря 1997 года произвело 45 тыс. т каолина, который используется главным образом для производства керамики.

## Огнеупорные глины
Этого сырья различных сортов в 1997 года было добыто 5,7 млн т, из которого изготовили кирпичи, плитки и трубы. Общие запасы каолина в Западной Австралии оценены в 300 млн т, из которых лишь 50 млн т высокого качества.
Австралийская организация экспортного маркетинга Austmine объединяет более 100 компаний горного машиностроения, объём экспорта которых за 1998 год составил 1 млрд австралийских дол. с увеличением в 2005 году (по плану) до 3 млрд австралийских доллара.